# El Bruc
El Bruc är en kommun i Spanien.   Den ligger i provinsen Província de Barcelona och regionen Katalonien, i den östra delen av landet, 500 km öster om huvudstaden Madrid. Antalet invånare är 2 029. Arean är 47 kvadratkilometer. El Bruc gränsar till Sant Salvador de Guardiola, Marganell, Monistrol de Montserrat, Collbató, Els Hostalets de Pierola, Piera, Castellolí och Castellfollit del Boix. 
Terrängen i El Bruc är varierad.